# Miguel Corral
Miguel Corral Torreira (La Coruña, 10 de julio de 1991), conocido por Miguel Corral es un entrenador de fútbol español que cuenta con licencias UEFA Pro y CONMEBOL Pro,   actualmente es el entrenador del Malappuram FC. de la Super League Kerala en la India.

## Trayectoria
Como futbolista Formó parte del Ural CF del Montañeros Club de Fútbol, de la Selección gallega Sub-18, del Racing de Ferrol y del Narón Balompié en Tercera División española.
Comenzó su trayectoria en los banquillos como entrenador en las categorías inferiores del Ural CF, uno de los clubes más importantes del fútbol base gallego y afiliado al Deportivo de La Coruña.
De ahí pasaría a formar parte de la estructura del Montañeros Club de Fútbol, club que militaba en Segunda División B española y donde dirigiría los equipos Sub-16 y Sub-18 del club.
Dirigió al S.E. Abellá de la Primera Galicia desde 2015 a 2017, consiguiendo un ascenso y dos permanencias en la categoría.
En la temporada 2017-18, dirige al Olímpico de Rutis CF de la Primera Galicia, donde permanece durante dos temporadas clasificando en la zona alta de la tabla.
En julio de 2019, firma por el Ural CF, de la División de Honor Juvenil al que dirige durante tres temporadas, consiguiendo tres permanencias en la máxima categoría Sub-19 de la Real Federación Española de Fútbol.
En junio de 2022, firma como segundo entrenador de Manu Calleja en el Herrera FC de la Primera División de Panamá. Miguel se convierte también en primer entrenador del equipo reserva, conjunto sub-20 que compite en la Liga Prom de Panamá, donde compiten los filiales de los equipos de Primera División de Panamá. Consiguiendo la mayor puntuación hasta la fecha del filial en la Liga Prom. 
El 22 de septiembre de 2022, tras la destitución de Manu Calleja, es nombrado entrenador interino del Herrera FC de la Primera División de Panamá, al que dirige durante dos partidos, consiguiendo una victoria frente al líder Árabe Unido dirigido por Julio Dely Valdés y un empate contra el Club Deportivo Atlético Chiriquí, dirigido por el Colombiano Dayron Pérez. Salvando el descenso. 
En octubre de 2022, Miguel Corral, continuaría en el Herrera FC como asistente técnico en el primer equipo, entrenador del equipo Sub-20 y responsable de las categorías menores.
El 21 de diciembre de 2022, el Herrera FC anunciaría a Miguel Corral como entrenador principal del club para el Torneo Apertura 2023.
En las Jornadas dos y ocho y trece fue elegido por la Liga Panameña de Fútbol mejor técnico de la jornada.
Clasificando al equipo para disputar el play off, quedando eliminado por el subcampeón Tauro FC. El club renovaría su contrato para el Torneo Clausura 2023. Clasificando de nuevo para los play off por el título donde se enfrenta a Sporting San Miguelito. Acabando en la Tabla Acumulada de los dos torneos en la cuarta posición con 50 puntos. El 25 de noviembre de 2023 se despidió del club.
el 27 de noviembre de 2023 fue anunciado como nuevo entrenador del UMECIT FC. Para el Torneo Apertura 2024 de la Primera División de Panamá en la jornada dos y seis fue elegido mejor técnico de la jornada. Sería el técnico también durante el Torneo clausura 2024 Primera División de Panamá, elegido mejor entrenador de la jornada en la fecha 9. Finalizando en la tabla acumulada con 40 puntos.
El 31 de diciembre de 2024 fue renovado por el club un año más, para el torneo Apertura 2025. Primera División de Panamá. Fue elegido mejor técnico de la jornada en la fecha 5. Durante el torneo llegó ala cifra de 45 partidos en el club UMECIT FC siendo el técnico con más partidos dirigidos en la Historia del club en Primera División de Panamá.  finalizó su vinculación con el club el pasado junio de 2025 .
Actualmente es el técnico más joven en ligas profesionales de la Concacaf.
En Agosto de 2025 fue anunciado como nuevo entrenador del Malappuram FC equipo que disputará la Kerala súper league de la India.

## Clubes

### Como jugador
| Club                      | País   | Año       |
| ------------------------- | ------ | --------- |
| Ural CF                   | España | 2002-2004 |
| Montañeros Club de Fútbol | España | 2004-2007 |
| Ural CF                   | España | 2007-2009 |
| Racing Club de Ferrol     | España | 2009-2010 |
| Narón Balompé             | España | 2010-2011 |

### Como Entrenador
| Club                      | País   | Año       |
| ------------------------- | ------ | --------- |
| Ural CF                   | España | 2011-2013 |
| Montañeros Club de Fútbol | España | 2013-2015 |
| SE Abellá                 | España | 2015-2017 |
| Olímpico C.F.             | España | 2017-2019 |
| Ural CF DHJ (U-19)        | España | 2019-2022 |
| Herrera FC II (U-20)      | Panamá | 2022      |
| Herrera FC                | Panamá | 2022-2023 |
| UMECIT FC                 | Panamá | 2023-2025 |
| MALAPPURAM FC             | India  | 2025      |